# GMA News TV
GMA News TV (nebo GNTV) je filipínská bezplatná televizní stanice vlastněná společností GMA Network, Inc. Společnost GNTV, která byla zahájena 28. února 2011, je dříve druhou televizní sítí, která se společně s firmou ZOE a GMA spolupracuje po svém předchůdci QTV, který byl zase uveden na trh v roce 2005; a pátou celkovou sekundární televizní značku GMA Network od roku 1995. Jeho vlajkovou stanicí je kanál DWDB-TV Channel 27, kmitočet, který byl plně vlastněn sítí GMA Network, která dříve používala jako digitální zkušební vysílání sítě a dříve vysílala jako Citynet Television, a to je paprsek přes venkovanské štafetové stanice provozované GMA Network. Stanice má sídlo v GMA Network Center v Quezon City.